# エドガル・ジョエル・バルセナス
エドガル・ジョエル・バルセナス・エレーラ（Édgar Yoel Bárcenas Herrera、1993年10月23日 - ）は、パナマ・コロン出身のプロサッカー選手。サッカーパナマ代表。ジローナFC所属。ポジションはMF。

## 経歴

### クラブ
地元クラブのCDアラベ・ウニドでプレーをはじめ、2012年7月にプロデビュー。
2016年1月15日、RNKスプリトに半年間のレンタルで加入。しかし出番はほとんどなく、アラベ・ウニドに復帰した。
2017年1月23日、リーガ・デ・アセンソのカフェタレロス・デ・タパチュラにレンタル移籍。12月26日、カフェタレロスに完全移籍したうえで2018年7月までクラブ・ティフアナにレンタル移籍することが発表された。
2018年7月18日、レアル・オビエドにレンタル移籍。2019年8月9日、レンタル期間が1年延長された。
2020年10月5日、ジローナFCにレンタル移籍。

### 代表
2014年8月6日のペルー戦で代表デビュー。
2015年7月、U-23代表の一員として2015年パンアメリカン競技大会に参加した。
2017年は1月にコパ・セントロアメリカーナ、7月にCONCACAFゴールドカップに参加した。
2018年5月、2018 FIFAワールドカップ参加メンバーに選出され、グループステージ全3試合に出場した。

## 所属クラブ
- CDアラベ・ウニド 2012-2017

→ RNKスプリト 2016 (loan)
→ カフェタレロス・デ・タパチュラ 2017 (loan)
- カフェタレロス・デ・タパチュラ 2018-2020

→ クラブ・ティフアナ 2018 (loan)
→ レアル・オビエド 2018-2020 (loan)
- カンクンFC 2020-

→ ジローナFC 2020- (loan)

## 代表歴

### 出場大会
- パナマ代表
  - 2018 FIFAワールドカップ

### 試合数
- 国際Aマッチ 83試合 9得点（2014年-）[10]

| パナマ代表 | 国際Aマッチ | 国際Aマッチ |
| 年         | 出場        | 得点        |
| ---------- | ----------- | ----------- |
| 2014       | 2           | 0           |
| 2015       | 0           | 0           |
| 2016       | 7           | 0           |
| 2017       | 16          | 0           |
| 2018       | 9           | 0           |
| 2019       | 8           | 1           |
| 2020       | 1           | 0           |
| 2021       | 14          | 1           |
| 2022       | 13          | 3           |
| 2023       | 13          | 4           |
| 2024       |             |             |
| 通算       | 83          | 9           |